# Депланш, Жереми
Жереми́ Депла́нш (фр. Jérémy Desplanches; род. 7 августа 1994, Женева) — швейцарский пловец. Чемпион Европы 2018 года на дистанции 200 метров комплексным плаванием. Призёр чемпионата мира 2019 года. Бронзовый призёр олимпийских игр 2020 в Токио.

## Карьера
Он начал плавать в возрасте 8 лет. Его сестра Анаис Депланш также является пловчихой, специализирующейся на 400-метровой дистанции вольным стилем. 
Он был финалистом и занял 8-е место на чемпионате мира по плаванию в 2017 году в категории 200 м комплексом. 
Он представлял Швейцарию на Олимпийских играх в Рио-де-Жанейро 2016 года.
В августе 2018 года в Глазго он стал чемпионом Европы на 200-метровой дистанции комплексным плаванием с результатом 1:57.04.
На чемпионате планеты в Кванджу в 2019 году на дистанции 200 метров комплексным плаванием завоевал серебряную медаль чемпионата мира показав время 1:56.56, уступив победителю 0,42 секунды.
В мае на чемпионате Европы по водным видам спорта, который состоялся в Будапеште, в Венгрии, Жереми на дистанции 200 метров комплексным плаванием завоевал серебряную медаль, проплыв в финале за 1:56,95.

## Достижения
- Чемпионат Европы по водным видам спорта:

1. Глазго 2018: золото  200 м комплексным.